# Barry Keoghan

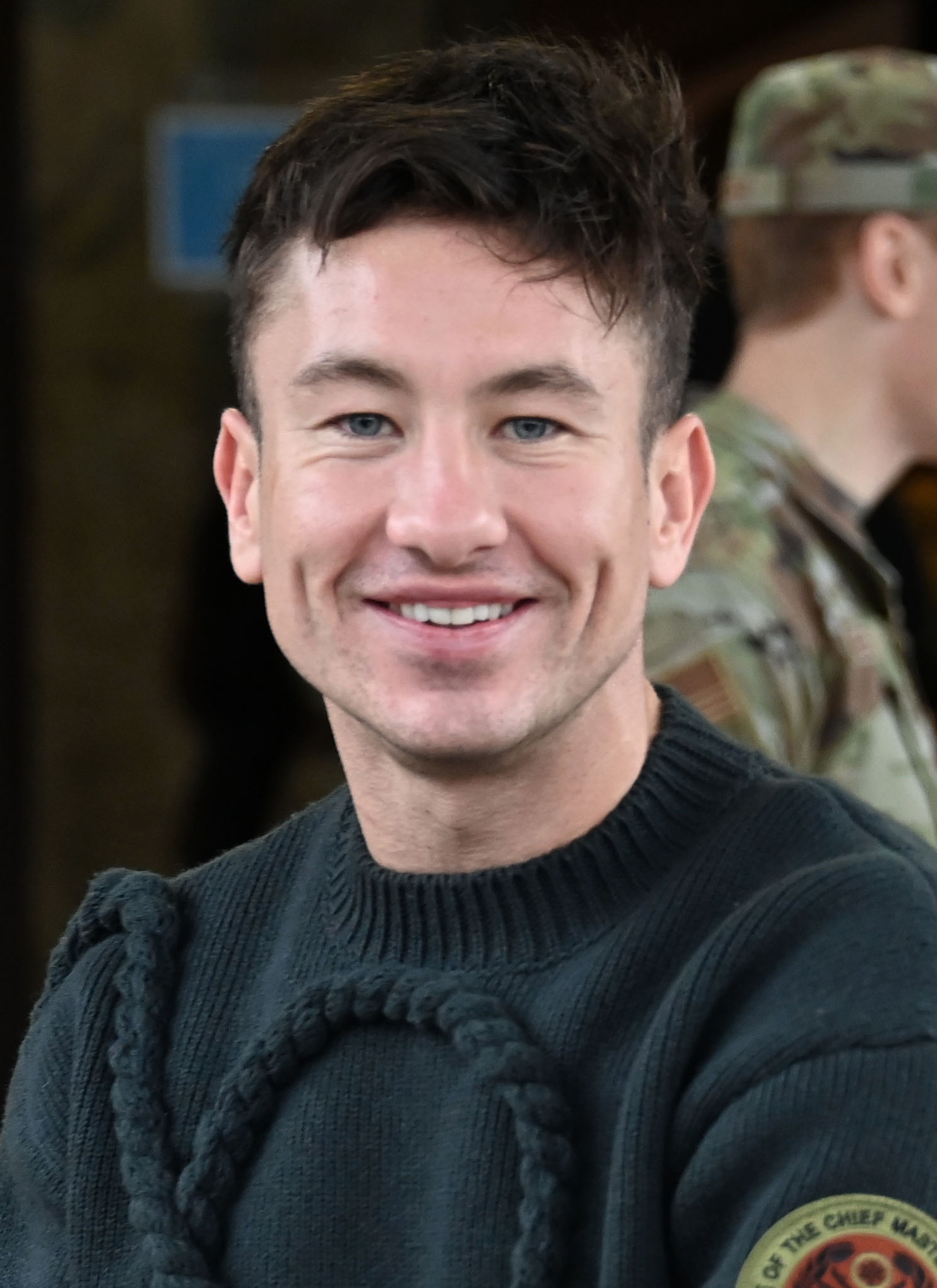
Barry Keoghan (2024)

Barry Keoghan (* 18. Oktober 1992 in Dublin) ist ein irischer Schauspieler.

## Karriere
Keoghan tritt seit 2011 als Schauspieler in Film und Fernsehen in Erscheinung. Bekannt wurde er durch die Rollen in den Filmen ’71, Trespass Against Us und Norfolk. 2017 wurde Keoghan im Rahmen der Irish Film & Television Awards nominiert. Größere Bekanntheit erlangte er im selben Jahr durch die Darstellung von George Mills in Christopher Nolans historischem Kriegsfilm Dunkirk sowie von Martin im Thriller The Killing of a Sacred Deer. Variety platzierte ihn in der 10 Actors to Watch-Liste für das Jahr 2017.
In The Batman (2022) übernahm Keoghan die Rolle des Joker, wobei eine längere Szene mit ihm nicht in die Kinofassung des Films aufgenommen wurde. Im selben Jahr war er als einfältiger Dominic in Martin McDonaghs preisgekrönter Tragikomödie The Banshees of Inisherin zu sehen. Für diese Leistung wurde er im Jahr 2023 für den Oscar und Golden Globe Award nominiert. Es folgten Hauptrollen in Emerald Fennells Thriller Saltburn (2023) und Andrea Arnolds Filmdrama Bird (2024). Auch in dem Thriller Bring Them Down von Chris Andrews erhielt Keoghan eine Hauptrolle.

## Filmografie (Auswahl)
- 2014: ’71
- 2015: Norfolk
- 2016: Rebellion (Miniserie)
- 2016: Trespass Against Us
- 2017: The Killing of a Sacred Deer
- 2017: Dunkirk
- 2018: American Animals
- 2018: Black 47 (Black ’47)
- 2019: Chernobyl (Miniserie)
- 2019: Shadow of Violence (Calm with Horses)
- 2021: The Green Knight
- 2021: Eternals
- 2022: The Batman
- 2022: The Banshees of Inisherin
- 2023: Saltburn
- 2023: Top Boy (Fernsehserie)
- 2024: Masters of the Air (Miniserie)
- 2024: Bird
- 2024: Bring Them Down
- 2025: Hurry Up Tomorrow

## Auszeichnungen
British Academy Film Award
- 2021: Nominierung als Bester Nebendarsteller (Shadow of Violence)[4]
- 2023: Auszeichnung als Bester Nebendarsteller (The Banshees of Inisherin)[5]

British Independent Film Award
- 2021: Nominierung als Bester Nebendarsteller (Shadow of Violence)[6]
- 2024: Nominierung für die Beste Nebenrolle (Bird)

Golden Globe Award
- 2023: Nominierung als Bester Nebendarsteller (The Banshees of Inisherin)[7]
- 2024: Nominierung als Bester Hauptdarsteller – Drama für Saltburn

Independent Spirit Award
- 2018: Nominierung als Bester Nebendarsteller (The Killing of a Sacred Deer)[8]

Irish Film and Television Academy Award
- 2018: Auszeichnung als Bester Nebendarsteller (The Killing of a Sacred Deer)
- 2020: Nominierung als Bester Nebendarsteller (Calm with Horses)[9]

Oscar
- 2023: Nominierung als Bester Nebendarsteller (The Banshees of Inisherin)